# Bart Johnson
Barton Robert Johnson (ur. 13 grudnia 1970 w Los Angeles) – amerykański aktor, reżyser i scenarzysta najbardziej znany z roli Coacha Jacka Boltona w filmach High School Musical i High School Musical 2.

## Życiorys

### Wczesne lata
Jest jednym z trzech synów Charlene C. Johnson, fryzjerki, która pracowała na planie ośmiu odcinków popularnego serialu ABC Aniołki Charliego (1976–1977) i kontrowersyjnego dramatu Ślicznotka (Pretty Baby, 1978) z Brooke Shields i Susan Sarandon. Ma dwóch braci: Adama (ur. 12 maja 1973) i Bradforda.
Gdy miał czternaście lat, rodzina przeniosła się z Los Angeles do Park City w stanie Utah. W szkole średniej wziął udział w musicalu West Side Story. Ukończył kurs przygotowawczy do studiów medycznych na Uniwersytecie Stanu Utah. Uczęszczał do prestiżowej szkoły aktorskiej Uniwersytetu Yale, gdzie wystąpił w dwóch przedstawieniach: Henrika Ibsena Hedda Gabler i Antoniego Czechowa Wiśniowy sad. Trenował także surfing, futbol amerykański, kolarstwo górskie, piłkę nożną, koszykówkę oraz kick-boxing pod kierunkiem Billy'ego Blanksa.

### Kariera
Karierę aktorską zapoczątkował gościnnym występem w serialu Crossroads (1993), u boku Roberta Uricha, sitcomie NBC Byle do dzwonka: Nowa klasa (Saved by the Bell: The New Class, 1994), z udziałem Christiana Olivera, oraz serialu kryminalnym CBS Diagnoza morderstwo (Diagnosis Murder, 1995), ze Scottem Baio i Jackiem Colemanem. Na kinowym ekranie pojawił się po raz pierwszy w dramacie Moja rodzina (My Family, 1995), u boku Edwarda Jamesa Olmosa i Jennifer Lopez. Następnie można go było dostrzec w operze mydlanej NBC Sunset Beach (1997) i serialach CBS: Strażnik Teksasu (Walker, Texas Ranger, 1997),  JAG – Wojskowe Biuro Śledcze (JAG, 1997, 2004) i CSI: Kryminalne zagadki Miami (CSI: Miami, 2004).
W 1999 roku otrzymał licencję pilota.

### Życie prywatne
25 września 1999 poślubił Robyn Lively, siostrę Blake Lively.

## Wybrana filmografia
| Tytuł                         | Rola              |
| ----------------------------- | ----------------- |
| CSI: Kryminalne zagadki Miami | Matt Bolton       |
| JAG                           | Shnerv Mchnick    |
| High School Musical           | Coach Jack Bolton |
| Daddy Day Camp                | Phil Jacobs       |
| High School Musical 2         | Coach Jack Bolton |